# Джаззи, Питер
Питер Джаззи — американский специалист по авторскому праву и соавтор (вместе с Патрисией Ауфдерхейд) книги «Возрождая добросовестное использование» (2012), которая изучает состояние института добросовестного использования и важность науки, искусства и свободного выражения для укрепления доктрины.

## Биография
В 1968 году Джаззи получил степень бакалавра в Гарвардском университете, а в 1971 году окончил юридический факультет Гарвардского университета. Джаззи в настоящее время является профессором Вашингтонского колледжа права от Американского университета и директором юридической клиники интеллектуальной собственности Глушко-Самуэльсон.
В 1995 году Джаззи стал одним из основателей Digital Future Coalition, организации библиотечных ассоциаций и других групп общественных интересов, участвовавших в пропаганде авторского права в конце 1990-х. Джаззи много раз выступал перед Конгрессом по вопросам авторского права, а в 1994 году работал в консультативной комиссии по регистрации авторского права и депонирования библиотеки Конгресса. Джаззи также является доверенным лицом Авторского общества США, основного научного общества страны в сфере авторского права.

## Труды
- Reclaiming Fair Use (вместе с Патрисией Ауфдерхейд) (2012)
- «Toward a Theory of Copyright: The Metamorphoses of» Authorship"", Duke Law Journal (1991)
- «On the author effect: contemporary copyright and collective creativity», Cardozo Arts & Entertainment Law Journal (1991)
- Editor, The Construction of Authorship: Textual Appropriation in Law and Literature (Duke University Press, 1994)
- Copyright in Transition (вместе с Мартой Вудманси) in History of the Book in America, Volume IV)
- «Is There Such a Thing as Post-Modern Copyright?» in Making and Unmaking Intellectual Property (2011), ed. Peter Jaszi, Martha Woodmansee and Mario Biagioi